# Microcebus tavaratra
Microcebus tavaratra is een zoogdier uit de familie van de dwergmaki's (Cheirogaleidae). De wetenschappelijke naam van de soort werd voor het eerst geldig gepubliceerd door Rasoloarison, Goodman & Ganzhorn in 2000.

## Voorkomen
De soort komt voor in Madagaskar.